# Ömer Halisdemir
Ömer Halisdemir fue un suboficial turco que murió en servicio la noche del fallido intento de golpe de Estado en Turquía de 2016, justo después de abatir al general golpista Semih Terzi e impedir la toma del cuartel general del Comando de Fuerzas Especiales en Ankara por las fuerzas rebeldes. Sus acciones son reconocidas como una de las principales razones del fracaso del intento de golpe.

## Primeros años
Ömer Halisdemir nació el 20 de febrero de 1974 en el pueblo de Çukurkuyu, distrito de Bor, provincia de Niğde, en el centro de Turquía, siendo uno de los siete hijos de Hasan Hüseyin Halisdemir y su esposa Fadimeana.Pasó su infancia en su localidad natal.En su tiempo libre después de la escuela, trabajaba como pastor.
Después de completar la primaria y la secundaria, asistió y se graduó en la Escuela Secundaria Técnica Industrial de Niğde. Se presentó al examen de ingreso para la Academia de Policía y lo aprobó; sin embargo, como su sueño siempre había sido ser soldado, decidió no seguir esa carrera. Un familiar lo llevó a Ankara para rendir el examen de las escuelas de suboficiales, y su sueño de la infancia se hizo realidad cuando aprobó dicha prueba.
Se casó con Hatice Halisdemir, con quien tuvo una hija, Elifnur, y un hijo, Doğan Ertuğrul.

## Carrera militar
En 1999, Ömer Halisdemir se unió a las Fuerzas Armadas de Turquía como suboficial de infantería. Prestó servicio en el sureste del país, en Şırnak y Silopi, así como en el extranjero, en el norte de Irak y en Afganistán.Alcanzó el rango de sargento mayor (en turco: Astsubay Kıdemli Başçavuş).Fue un militar muy destacado, cumpliendo tareas críticas, y recibió varias condecoraciones. Finalmente, fue asignado a un puesto estratégico en el Comando de Fuerzas Especiales del Ejército Turco, con sede en Ankara, como sargento de estado mayor del comandante mayor general Zekai Aksakallı (nacido en 1962).Durante mucho tiempo sirvió como asistente personal del general Aksakallı.

## Intento de golpe de Estado de 2016, muerte de Terzi y fallecimiento
La noche del 15 de julio, durante el intento de golpe de Estado en Turquía de 2016, el mayor general Aksakallı se enteró del intento de golpe mientras no se encontraba en el cuartel general. Su automóvil oficial fue interceptado por tres vehículos militares cuando se dirigía al Complejo Presidencial.Sin embargo, logró escapar de la emboscada tendida por las tropas golpistas que intentaban capturarlo. Se enteró de que el general de brigada Semih Terzi, comandante de la 1.ª Brigada de Fuerzas Especiales en Silopi, en el sureste de Anatolia,había sido designado por los golpistas para tomar el mando del Comando de Fuerzas Especiales. Rápidamente ordenó por teléfono a su hombre de confianza, el sargento mayor Halisdemir, que eliminara a Terzi para impedir esta acción.
Halisdemir simplemente aceptó la orden, a pesar de que era una tarea fatal. El general de brigada Terzi, junto con diez soldados y oficiales fuertemente armados que lo escoltaban —y que habían volado desde una base militar en Diyarbakır— aterrizaron en helicóptero frente al cuartel alrededor de las 02:16 del 16 de julio, hora local.Halisdemir, que estaba de servicio como comandante encargado, salió a recibir a Terzi (Halisdemir conocía a Terzi porque trabajaron juntos durante cinco años en Afganistán). El golpista Terzi le dijo a Halisdemir que iba a tomar el mando de la base. Halisdemir respondió que no había recibido ninguna orden y lo invitó a pasar. Luego se unió al grupo que avanzaba hacia la entrada del edificio del cuartel. Sacó su pistola y le disparó al general tres veces en la cabeza, matándolo.Halisdemir intentó escapar, pero el mayor Fatih Şahin respondió de inmediato con una ráfaga de quince disparos, de los cuales doce impactaron en la espalda de Halisdemir. El cuerpo de Halisdemir fue apartado del lugar. Cuando el teniente Mihrali Atmaca se dio cuenta de que Halisdemir seguía con vida, le disparó una vez más, esta vez de forma letal.El general golpista Terzi fue trasladado de urgencia en helicóptero al hospital militar. El plan de captura se vino abajo, ya que se rompió la cadena de mando.Todo el suceso quedó registrado por las cámaras de seguridad.
El padre de Halisdemir dijo después que “su hijo sirvió cinco años con el general Terzi en Afganistán y Terzi pensó que podría tomar fácilmente el control del cuartel desde Halisdemir”.

## Consecuencias
El intento de golpe fracasó en todo el país, ya que los rebeldes se encontraron con una feroz resistencia por parte de la población, la policía y las fuerzas leales. Todo el intento fue sofocado en las primeras horas del 16 de julio. Los militares golpistas que intentaron tomar el Comando de Fuerzas Especiales y mataron al sargento Halisdemir fueron arrestados. El juicio de los diecisiete oficiales comenzó el 20 de febrero de 2017. Cada uno enfrentaba una condena a cadena perpetua si eran declarados culpables.
Ömer Halisdemir fue enterrado en su ciudad natal, Çukurkuyu, el 17 de julio de 2016.A su funeral asistieron altos funcionarios locales y miles de personas.

## Legado
Se erigió un monumento en honor a Halisdemir en el patio delantero del cuartel general del Comando de Fuerzas Especiales, donde fue asesinado, junto a un lugar que conserva la mancha de sangre que dejó.
Halisdemir ha recibido numerosas muestras de simpatía por parte del público, y su tumba es visitada por un gran número de personas que acuden a rendirle homenaje.
Varias escuelas, parques y espacios públicos fueron nombrados en su honor.La Universidad de Niğde,un colegio secundario en Etimesgut (Ankara), una escuela intermedia en Yunusemre (Manisa), una escuela primaria en Kahramanmaraş, la biblioteca de la Universidad Kütahya Dumlupınar, un auditorio en Malatya, y los institutos İmam Hatip de Esmirna, Yenimahalle (Ankara) y Çekmeköy (Estambul) llevan su nombre.